# Bürkelkopf
Der Bürkelkopf ist ein Berg in der Samnaungruppe in den Ostalpen.
Der Bürkelkopf ist 3030 m ü. M. bzw. 3032 m ü. A. hoch und liegt zwischen dem Bündner Ort Samnaun im Süden und dem Tiroler Ort Ischgl im Nordwesten. Über seinen Gipfel verläuft die Grenze zwischen Österreich und der Schweiz.
Der Gipfel ist auf einem Alpinwanderweg (T5) vom südlich davon gelegenen Filmjoch erreichbar.